# Élections législatives de 1956 dans la Mayenne
Les élections législatives de 1956 dans la Mayenne sont des élections françaises qui ont eu lieu le 2 janvier 1956 dans le département de la Mayenne dans le cadre des élections législatives françaises de 1956, sous la IVe République.
Ce sont les dernières élections législatives de la Quatrième république, après les élections de novembre 1946 et de juin 1951.

## Mode de scrutin
L'Assemblée nationale est composée de 626 sièges pourvus au scrutin proportionnel plurinominal suivant la règle de la plus forte moyenne dans le cadre départemental, sans panachage.
Le vote préférentiel est admis, en inscrivant un numéro d'ordre en face du nom d'un, de plusieurs ou de tous les candidats de la liste. Mais l'ordre ne pourra être modifié que si au moins la moitié des suffrages portés sur la liste est numéroté. Dans les faits les modifications ne dépasseront jamais les 7%.
La loi électorale du 7 mai 1951, dite loi des apparentements, reste en vigueur. Elle permet à la base une répartition des sièges à la représentation proportionnelle dans le département, mais si des listes « apparentées » avant le déroulement du scrutin obtiennent ensemble une majorité absolue de suffrages exprimés, elles reçoivent directement tous les sièges à pourvoir.
Dans le département de la Mayenne quatre députés sont à élire.

## Candidats

### Liste d'Union des Républicains populaires et de défense paysanne
| N° | Candidats | Candidats      | Parti | Principales fonctions                                                            |
| -- | --------- | -------------- | ----- | -------------------------------------------------------------------------------- |
| 01 |           | Robert Buron   | MRP   | Conseiller général, député sortant, maire de Villaines-la-Juhel, ancien ministre |
| 02 |           | Pierre Elain   | MRP   | Agent de maîtrise, député sortant, conseiller général, adjoint au maire de Laval |
| 03 |           | Louis Fourmond | MRP   | Éleveur, maire de Saint-Fort                                                     |
| 04 |           | Jules Clairet  | MRP   | Artisan-couvreur, conseiller municipal d'Ernée                                   |

### Liste d'Union des Indépendants et Paysans
| N° | Candidats | Candidats       | Parti | Principales fonctions                                                |
| -- | --------- | --------------- | ----- | -------------------------------------------------------------------- |
| 01 |           | Victor Priou    | ARS   | Député sortant ARS, cultivateur, conseiller général, maire de Peuton |
| 02 |           | Georges Toutain | CNIP  | Industriel, conseiller municipal de Laval                            |
| 03 |           | Fernand Boëda   | CNIP  | Médecin, conseiller général, maire de Lassay                         |
| 04 |           | Bertrand Denis  | CNIP  | Industriel, conseiller général, maire de Contest                     |

### Liste du Parti socialiste SFIO
| N° | Candidats | Candidats       | Parti | Principales fonctions                                                      |
| -- | --------- | --------------- | ----- | -------------------------------------------------------------------------- |
| 01 |           | Maurice Cormier | SFIO  | Sellier-garnisseur, conseiller municipal d'Angers                          |
| 02 |           | Eugène Duverger | SFIO  | Chef de service, conseiller municipal de Laval                             |
| 03 |           | Georges Ricou   | SFIO  | Voyageur de commerce, Ancien député                                        |
| 04 |           | Albert Goupil   | SFIO  | Instituteur public en retraite, conseiller municipal de Villaines-la-Juhel |

### Liste du Parti Républicain Radical et Radical-socialiste
| N° | Candidats | Candidats        | Parti        | Principales fonctions                                               |
| -- | --------- | ---------------- | ------------ | ------------------------------------------------------------------- |
| 01 |           | Robert Moussay   | Radical Soc. | Attaché au cabinet du ministe de l'Education nationale              |
| 02 |           | Baptiste Beucher | Radical Soc. | Menuisier, Conseiller général, maire d'Andouillé                    |
| 03 |           | Isidore Lasserre | Radical Soc. | Instituteur public en retraite                                      |
| 04 |           | Constant Martin  | Radical Soc. | Ancien notaire, conseiller général du canton d'Ernée, maire d'Ernée |

### Liste du Parti communiste français
| N° | Candidats | Candidats        | Parti | Principales fonctions                                         |
| -- | --------- | ---------------- | ----- | ------------------------------------------------------------- |
| 01 |           | Jean Primet      | PCF   | Instituteur public, sénateur de la Seine, ancien résistant    |
| 02 |           | Paul Paris       | PCF   | Ouvrier carrier                                               |
| 03 |           | Frédéric Guillou | PCF   | Cultivateur                                                   |
| 04 |           | Germaine Stindel | PCF   | Directrice d'école honoraire, conseillère municipale de Laval |

### Liste indépendante de rénovation politique d'expansion économique et de défense des classes modestes
| N° | Candidats | Candidats       | Parti     | Principales fonctions                        |
| -- | --------- | --------------- | --------- | -------------------------------------------- |
| 01 |           | Gaston Liébeaux | UDSR      | Secrétaire général de Fédération commerciale |
| 02 |           | René Brault     | Div. Mod. | Ouvrier métallurgiste                        |
| 03 |           | Raymond Treille | CRAPS     | Avocat à la Cour d'Appel de Paris            |
| 04 |           | Fernand Cousin  | Div. Mod. | Cultivateur, conseiller municipale de Daon   |

### Liste du parti Républicain pour le redressement économique et social. EntenteGauche indépendanteJeune République
| N° | Candidats | Candidats         | Parti         | Principales fonctions |
| -- | --------- | ----------------- | ------------- | --------------------- |
| 01 |           | René Michel       | Divers Gauche | Publiciste            |
| 02 |           | Maurice Labruche  | Divers Gauche | Magasinier            |
| 03 |           | Mme Andrée Benezy | Divers Gauche | Sans profession       |
| 04 |           | Fernand Treslin   | Divers Gauche | Restaurateur          |

### Liste du Parti Républicain Paysan
| N° | Candidats | Candidats          | Parti | Principales fonctions |
| -- | --------- | ------------------ | ----- | --------------------- |
| 01 |           | Patrick de Cadaran | PRP   | Agriculteur           |
| 02 |           | Alphonse Trahay    | PRP   | Agriculteur           |
| 03 |           | Raymond Tarrière   | PRP   | Agriculteur           |
| 04 |           | Georges Barbier    | PRP   | Agriculteur           |

### Liste d'Union et de Fraternité Française présentée parPierre Poujade
| N° | Candidats | Candidats       | Parti | Principales fonctions |
| -- | --------- | --------------- | ----- | --------------------- |
| 01 |           | René Monnier    | UFF   | Imprimeur libraire    |
| 02 |           | Gaston Dalibard | UFF   | Industriel            |
| 03 |           | Louis Bréhier   | UFF   | Boulanger             |
| 04 |           | Pierre Jolys    | UFF   | Négociant             |

## Élus
| Député sortant                 | Parti | Parti | Député élu ou réélu | Parti | Parti |
| ------------------------------ | ----- | ----- | ------------------- | ----- | ----- |
| Robert Buron                   |       | MRP   | Robert Buron        |       | MRP   |
| Pierre Elain                   |       | MRP   | Maurice Cormier     |       | SFIO  |
| Victor Priou                   |       | ARS   | Victor Priou        |       | ARS   |
| Jean-Marie Bouvier O'Cottereau |       | ARS   | René Monnier        |       | UFF   |

## Listes
Il y a 9 listes en présence.

## Résultats

### Résultats à l'échelle du département
- Un apparentement de type Front Républicain est concrétisé entre les listes SFIO et Rad-soc.

Les listes barrées se sont retirées avant le jour du scrutin, mais restent enregistrées par la préfecture.
| Parti    | Parti              | Tête de liste      | Résultats | Résultats | Appar. | Appar. | Sièges |
| Parti    | Parti              | Tête de liste      | Voix      | %         | Voix   | %      | Nb.    |
| -------- | ------------------ | ------------------ | --------- | --------- | ------ | ------ | ------ |
|          | MRP                | Robert Buron       | 36 317    | 27,99     | -      | -      | 1 1    |
|          | ARS-CNIP           | Victor Priou       | 31 800    | 24,51     | -      | -      | 1 1    |
|          | UFF                | René Monnier       | 25 935    | 19,99     | -      | -      | 1 1    |
|          | SFIO               | Maurice Cormier    | 20 385    | 15,71     | 11 132 | 8,58   | 1 1    |
|          | Rad-soc            | Robert Moussay     | 20 385    | 15,71     | 9 253  | 7,13   | -      |
|          | PCF                | Jean Primet        | 10 060    | 7,75      | -      | -      | -      |
|          | Liste indépendante | Gaston Liébeaux    | 3 417     | 2,63      | -      | -      | -      |
|          | PRRES              | René Michel        | 0         | 0,00      | -      | -      | -      |
|          | PRP                | Patrick de Caderan | 0         | 0,00      | -      | -      | -      |
|          |                    |                    |           |           |        |        |        |
| Inscrits | Inscrits           | Inscrits           | 158 091   | 100,00    |        |        | 4      |
| Votants  | Votants            | Votants            | 135 029   | 85,41     |        |        |        |
| Exprimés | Exprimés           | Exprimés           | 129 738   | 96,08     |        |        |        |

Les poujadistes obtiennent 20% des suffrages exprimés (et plus que la moyenne nationale), et un siège. La SFIO obtient un siège grâce à son apparentement avec les Radicaux. Le MRP perd un siège et perd environ 10% des suffrages exprimés par rapport à l'élection de 1951. Il reste néanmoins le premier parti du département et résiste mieux que sur l'ensemble du territoire (-13 %). Durant la campagne, Robert Buron est la cible privilégiée de la droite : Il a participé au gouvernement de Pierre Mendès-France et il refuse l'apparentement avec les Indépendants et Paysans.

## Sources partielles
- L'Oribus. Groupe de recherches sur le mouvement social en Mayenne, N°20. 1986. ISSN 0294-4987.